# Emio Greco
Pour les articles homonymes, voir Greco.
Œuvres principales
Tétralogie inspirée de La Divine Comédie
Emio Greco est un danseur et chorégraphe italien né à Brindisi en 1965.

## Biographie
Un temps membre de la compagnie de Jan Fabre, Greco s'attèle ensuite revisiter la danse classique (notamment avec William Forsythe), qu'il ne cessera de déconstruire au fil de des créations aboutissant à une « danse classique hystérisée ».
En 1995, il rencontre Pieter C. Scholten avec qui il fonde à Amsterdam la compagnie EG | PC. De leur collaboration résulte dès lors des spectacles ambitieux en plusieurs volets, comme une tétralogie inspirée de La Divine Comédie de Dante entre 2006 et 2009.

## Chorégraphie sélectives
- 1996 : Bianco
- 1997 : Rosso
- 1998 : Double Points: One and Two sur le Boléro de Maurice Ravel
- 1999 : Extra Dry
- 2001 : Conjunto di NERO
- 2002 : Rimasto orfano
- 2002 : Bertha
- 2003 : Teorema
- 2004 : mise en scène de l'opéra Orfeo ed Euridice
- 2005 : The Assassin Tree
- 2006 : Hell
- 2008 : Purgatorio, in visione solo sur la Passion selon saint Matthieu de Bach et Purgatorio, popopera pour six danseurs
- 2009 : Paradisio

## Prix et distinctions
- 2007 : Prix du meilleur spectacle étranger du Syndicat de la critique pour Hell[3]